# Arif Güney
Arif Güney (* 1953 in Ordu) ist ein ehemaliger türkischer Fußballspieler. Er spielte seine gesamte Karriere für Orduspor und war an den wichtigsten Erfolgen der Vereinshistorie beteiligt. Durch seine langjährige Tätigkeit und als Eigengewächs wird er als einer der wichtigsten Spieler der Klubgeschichte aufgefasst. Mit 205 Erstligaeinsätzen ist er der Spieler mit den viertmeisten Süper-Lig-Einsätzen der Vereinsgeschichte und mit 20 Toren zweiterfolgreichster Erstligatorschütze des Vereins.

## Spielerkarriere

### Verein
Güney startete seine Profikarriere in der Saison 1972/73 bei Orduspor, dem Zweitligisten seiner Heimatstadt Ordu. Der Provinzverein wurde, durch eine Reform im türkischen Fußball initiiert, erst im Sommer 1967 durch den Zusammenschluss mehrerer Vereine gegründet. Hier gab er sein Profidebüt in der Ligapartie vom 12. November 1972 gegen İstanbulspor. Nach diesem Einsatz folgten in der Hinrunde der Saison zwei weitere Pflichtspieleinsätze. Anschließend blieb er bis zum April 1980 ohne Pflichtspieleinsatz und stieg dann zum Stammspieler auf. Sein Verein verfehlte in dieser und auch der nächsten Saison das erklärte Ziel des Aufstiegs. Erst in der Saison 1974/75 gelang der Mannschaft die Zweitligameisterschaft und damit der erste Aufstieg der Vereinshistorie in die Türkiye 1. Futbol Ligi. Güney, der in der Saison 1973/74 seinen Stammplatz wieder verloren hatte, blieb auch in der Meisterschaftssaison auf der Bank. Erst mit der ersten Erstligasaison rückte er wieder in die Stammelf auf. Mit seinem Team spielte Güney in den ersten drei Erstligaspielzeiten eher um den Klassenerhalt und belegte immer zweistellige Tabellenplätze. In der Saison 1978/79 beendete die Mannschaft die 1. Liga völlig überraschend auf dem 4. Tabellenplatz und erreichte damit die beste Erstligaplatzierung der Vereinsgeschichte. Güney war als Flügelspieler mit fünf Erstligatoren einer der erfolgreichsten Torschützen seiner Mannschaft.
Im Gegensatz zu einigen Mitspielern verließ Güney nach diesem 4. Tabellenplatz in der 1. Lig trotz Anfrage nicht seinen Verein und stieg mit ihr im Sommer 1981 wieder in die Türkiye 2. Futbol Ligi ab. Hier erreichte er mit Orduspor in der Saison 1982/83 zum zweiten Mal die Zweitligameisterschaft und damit den Wiederaufstieg in die 1. Lig. Nach drei Erstligaspielzeiten blieb er trotz Abstiegs erneut Orduspor treu und ging mit diesem in die 2. Lig. Im Sommer 1987 beendete er seine Karriere.

### Nationalmannschaft
Güneys Nationalmannschaftskarriere begann im Juni 1975 mit einem Einsatz für die türkische U-21-Nationalmannschaft.
1975 wurde er im Rahmen eines Qualifikationsspiels der Europameisterschaft 1980 gegen die walisische Nationalmannschaft vom Nationaltrainer Sabri Kiraz zum ersten Mal und für das Aufgebot der türkischen Nationalmannschaft nominiert und gab in dieser Partie sein A-Länderspieldebüt.
Insgesamt absolvierte Güney ein zwei U-21- und zwei A-Länderspiele für die Türkei.

## Erfolge
Mit Orduspor
- Meisterschaft der TFF 1. Lig und Aufstieg in die Süper Lig: 1974/75, 1982/83
- Tabellenvierter der Süper Lig: 1978/79